# Diatrichalus clypeatus
Diatrichalus clypeatus – gatunek chrząszcza z rodziny karmazynkowatych i podrodziny Lycinae.
Gatunek ten opisany został w 1926 roku przez Richarda Kleine jako Trichalus clypeatus. Do rodzaju Diatrichalus przeniesiony został w 2000 roku Ladislava Bocáka.
Chrząszcz o ciele długości od 6,55 do 8,15 mm. Ubarwienie czarne z jasnobrązowymi do żółtych bocznymi brzegami przedplecza i co najmniej barkową częścią pokryw. Odległość między oczami równa 1,57 ich średnicy. Pierwsze żeberko pierwszorzędowe sięga 1/6 długości pokryw. Żeberka drugorzędowe słabsze.
Gatunek orientalny, endemiczny dla górzystych rejonów filipińskiej wyspy Mindanao.